# Hugo Rubio
Hugo Eduardo Rubio Montecinos (né le 5 juillet 1960 à Talca au Chili) est un joueur de football international chilien, qui évoluait au poste d'attaquant.
Ses fils, Eduardo, Matías et Diego, sont tous trois également footballeurs professionnels.

## Biographie

### Carrière en sélection
Avec l'équipe du Chili, il dispute 36 matchs (pour 12 buts inscrits) entre 1984 et 1991. Il figure notamment dans le groupe des sélectionnés lors des Copa América de 1987 et de 1991.

## Palmarès

### Palmarès en club
| Cobreloa - Championnat du Chili (2) : - Champion : 1982 et 1985. - Copa Libertadores : - Finaliste : 1982.     |  | Colo-Colo \| - Championnat du Chili (4) : - Champion : 1986, 1991, 1993 et 1996. - Coupe du Chili (1) : - Vainqueur : 1996. \| \| - Recopa Sudamericana (1) : - Vainqueur : 1992. - Copa Interamericana (1) : - Vainqueur : 1991. \| |
| - Championnat du Chili (4) : - Champion : 1986, 1991, 1993 et 1996. - Coupe du Chili (1) : - Vainqueur : 1996. |  | - Recopa Sudamericana (1) : - Vainqueur : 1992. - Copa Interamericana (1) : - Vainqueur : 1991. |

### Palmarès en sélection
Chili
- Copa América :
  - Finaliste : 1987.